# セシオン杉並
セシオン杉並（セシオンすぎなみ）は、東京都杉並区梅里にある杉並区が運営する複合施設である。元・杉並区立杉並第十小学校の敷地に建設された。1989年6月1日開館。建物は地上3階・地下1階建て。

## 概要
当施設には、杉並区社会教育センターと高円寺地域区民センター、高円寺区民事務所が入居しており、区役所の各種手続きができるほか、ホールや集会室、音楽室、料理室などがあり、各種イベントの場として利用されている。周辺地域のみならず区外からの利用も多い。各施設の利用は有料。なお「セシオン」とは、スペイン語で「出会い」などという意味である。
高円寺陸橋（環七通りと青梅街道の交差点）傍にある。尚、当施設が出来る前までは当地は杉並区立杉並第十小学校の敷地であった。当小学校は、付近にある蚕糸の森公園の隣に移転した。

## 交通手段
- 地下鉄丸ノ内線・東高円寺駅から徒歩5分。他、阿佐ケ谷駅・中野駅などよりバス。
- 駐車場：イベントの荷物の搬入など利用のみで事前申請が必要。一般利用者用はなし。

## 外部サイト
- 社会教育センター（セシオン杉並）